# اینگلا اریکسون
اینگلا اریکسون (انگلیسی: Ingela Ericsson؛ زادهٔ ۲۷ سپتامبر ۱۹۶۸) قایقران کانو اهل سوئد است.